# Hallo Schwester!
Hallo Schwester! (Originaltitel: Nurses) ist eine US-amerikanische Sitcom, die zwischen 1991 und 1994 auf NBC ausgestrahlt wurde. Sie entstand als Spin-off der Serie Harrys Nest, die wiederum ein Spin-off von Golden Girls war. Alle drei Serien wurden von Susan Harris entwickelt und ihre Darsteller hatten jeweils Gastauftritte in den beiden anderen, so dass sie zusammen mit Golden Palace ein gemeinsames Serienuniversum bilden.
Die Serie spielt im Krankenhaus aus der Serie Harrys Nest in Miami. Oberschwester Sandy Miller und die Krankenschwestern Annie Roland, Gina Cuevas und Julie Milbury sowie der Krankenpfleger Greg arbeiten zusammen auf einer Station. Hinzu kommt ab der zweiten Staffel der Betrüger Jack Trenton, der zu sozialem Dienst im Krankenhaus verurteilt wurde. Die lateinamerikanische Krankenschwester Gina ist in den Arzt Dr. Hank Kaplan verliebt, im Laufe der Serie werden beide ein Paar und sie bekommt ein Kind. Die Serie zog ihren Humor aus den Versuchen der Protagonisten, dem täglichen Stress im Klinikalltag zu begegnen.